# Saurimo
Saurimo es un municipio de la provincia de Lunda Sul en Angola. En julio de 2018 tenía una población estimada de 501 904 habitantes.
Se encuentra ubicado al este del país, cerca del río Kasai —uno de los principales afluentes del río Congo— y de la frontera con República Democrática del Congo.